# Ekstraklasa w piłce nożnej (2018/2019)/Wyniki spotkań fazy finałowej

## Zestawienie wszystkich rozegranych meczów
Kliknięcie na wynik powoduje przejście do opisu danego spotkania.
|                       | LGD | LEG | PIA | CRA | ZLU | JAG | POG | LPO |
| --------------------- | --- | --- | --- | --- | --- | --- | --- | --- |
| Lechia Gdańsk         | –   | 1:3 | 0:2 |     | 1:1 | 2:0 |     |     |
| Legia Warszawa        |     | –   | 0:1 | 1:0 | 2:2 |     | 1:1 |     |
| Piast Gliwice         |     |     | –   | 3:1 | 1:0 | 2:1 |     | 1:0 |
| Cracovia              | 2:0 |     |     | –   |     | 0:1 | 0:3 | 1:0 |
| Zagłębie Lubin        |     |     |     | 1:2 | –   | 2:0 | 2:3 |     |
| Jagiellonia Białystok |     | 1:0 |     |     |     | –   | 4:2 | 3:3 |
| Pogoń Szczecin        | 3:4 |     | 0:0 |     |     |     | –   | 1:1 |
| Lech Poznań           | 2:1 | 1:0 |     |     | 1:1 |     |     | –   |

|                    | WKR | KOR | MIE | GZA | ŚLĄ | WPŁ | ARK | ZSO |
| ------------------ | --- | --- | --- | --- | --- | --- | --- | --- |
| Wisła Kraków       | –   | 1:0 | 4:5 |     | 1:1 | 2:3 |     |     |
| Korona Kielce      |     | –   | 0:0 | 0:3 | 2:0 |     | 0:2 |     |
| Miedź Legnica      |     |     | –   | 0:1 | 0:2 | 3:2 |     | 2:2 |
| Górnik Zabrze      | 1:2 |     |     | –   |     | 0:1 | 1:0 | 4:0 |
| Śląsk Wrocław      |     |     |     | 1:2 | –   | 2:1 | 4:0 |     |
| Wisła Płock        |     | 2:1 |     |     |     | –   | 1:1 | 0:0 |
| Arka Gdynia        | 3:1 |     | 2:0 |     |     |     | –   | 2:0 |
| Zagłębie Sosnowiec | 2:1 | 2:4 |     |     | 2:4 |     |     | –   |

Drużyna gospodarzy jest wymieniona po lewej stronie tabeli.

Kolory: Niebieski = wygrana gospodarzy; Biały = remis; Czerwony = zwycięstwo gości.

## Runda finałowa (20 kwietnia – 19 maja)
Źródło 1:
Źródło 2:
Źródło 3:

### 31. kolejka (20 kwietnia – 22 kwietnia)

#### Grupa A
| 20 kwietnia 2019 | Lechia Gdańsk    | 0:2   | Piast Gliwice               |                                                                               |
| 15:30            |                  | (0:1) | 29' Parzyszek · 90+5' Félix | Stadion Energa Gdańsk, Gdańsk Widzów: 13 965 Sędzia: Szymon Marciniak (Płock) |
| 15:30            | Kubicki 37', 44' | (0:1) | 10' Konczkowski · 85' Mokwa | Stadion Energa Gdańsk, Gdańsk Widzów: 13 965 Sędzia: Szymon Marciniak (Płock) |

| 20 kwietnia 2019 | Zagłębie Lubin                | 2:3   | Pogoń Szczecin                      |                                                                              |
| 18:00            | Bohar 7' · Starzyński 20' (k) | (2:2) | 11' Kožulj · 31' Buksa · 77' Drygas | Stadion Zagłębia Lubin, Lubin Widzów: 4 311 Sędzia: Artur Aluszyk (Szczecin) |
| 18:00            | Kopacz 30'                    | (2:2) | 23' Stec                            | Stadion Zagłębia Lubin, Lubin Widzów: 4 311 Sędzia: Artur Aluszyk (Szczecin) |

| 20 kwietnia 2019 | Jagiellonia Białystok                                       | 3:3   | Lech Poznań                                                                                     |                                                                               |
| 18:00            | Imaz 42' 64' · Kadlec 54'                                   | (1:2) | 5' Vujadinović · 21' Amaral · 77' Żamaletdinow                                                  | Stadion Miejski, Białystok Widzów: 8 412 Sędzia: Daniel Stefański (Bydgoszcz) |
| 18:00            | Runje 24' · Guilherme 31' · Böðvarsson 50' · Kwiecień 90+2' | (1:2) | 12' Trałka · 26' Tiba · 56' Kostewycz · 63' Żamaletdinow · 90+1' Marchwiński · 90+5' Skrzypczak | Stadion Miejski, Białystok Widzów: 8 412 Sędzia: Daniel Stefański (Bydgoszcz) |

| 20 kwietnia 2019 | Legia Warszawa                                         | 1:0   | Cracovia                    | |
| 20:30            | Carlitos 90+5' (k)                                     | (0:0) |                             | Stadion Miejski Legii Warszawa im. Marszałka Józefa Piłsudskiego, Warszawa Widzów: 16 501 Sędzia: Bartosz Frankowski (Toruń) |
| 20:30            | Jędrzejczyk 40' · Rémy 45+3' · Martins 71' · Rocha 73' | (0:0) | 37' Piszczek · 90+6' Sipľak | Stadion Miejski Legii Warszawa im. Marszałka Józefa Piłsudskiego, Warszawa Widzów: 16 501 Sędzia: Bartosz Frankowski (Toruń) |

#### Grupa B
| 22 kwietnia 2019 | Wisła Kraków             | 2:3   | Wisła Płock                                    |                                                                                        |
| 15:30            | Peszko 31' 36'           | (2:1) | 43' Szwoch · 63' 70' Zawada                    | Stadion Miejski im. Henryka Reymana, Kraków Widzów: 18 192 Sędzia: Piotr Lasyk (Bytom) |
| 15:30            | Burliga 52' · Brożek 85' | (2:1) | 34' Angielski · 45+2' Merebaszwili · 74' Rasak | Stadion Miejski im. Henryka Reymana, Kraków Widzów: 18 192 Sędzia: Piotr Lasyk (Bytom) |

| 22 kwietnia 2019 | Miedź Legnica    | 2:2   | Zagłębie Sosnowiec |                                                                            |
| 15:30            | Forsell 4' 45+2' | (2:1) | 11' 71' (k) Sanogo | Stadion Miejski, Legnica Widzów: 4 336 Sędzia: Paweł Raczkowski (Warszawa) |

| 22 kwietnia 2019 | Korona Kielce                                   | 2:0   | Śląsk Wrocław                                           |                                                                             |
| 18:00            | Soriano 14' 80' (k)                             | (1:0) |                                                         | Kolporter Arena, Kielce Widzów: 5 018 Sędzia: Mariusz Złotek (Stalowa Wola) |
| 18:00            | Kosakiewicz 51' · Kovačević 83' · Márquez 90+2' | (1:0) | 54' Chrapek · 66' Łabojko · 71' Tarasovs · 75' Hołownia | Kolporter Arena, Kielce Widzów: 5 018 Sędzia: Mariusz Złotek (Stalowa Wola) |

| 22 kwietnia 2019 | Górnik Zabrze               | 1:0   | Arka Gdynia |                                                                             |
| 18:00            | Zapolnik 53'                | (0:0) |             | Stadion im. Ernesta Pohla, Zabrze Widzów: 12 278 Sędzia: Paweł Gil (Lublin) |
| 18:00            | Matras 59' · Matuszek 90+3' | (0:0) | 61' Aankour | Stadion im. Ernesta Pohla, Zabrze Widzów: 12 278 Sędzia: Paweł Gil (Lublin) |

### 32. kolejka (24 kwietnia – 25 kwietnia)

#### Grupa A
| 23 kwietnia 2019 | Piast Gliwice           | 1:0   | Zagłębie Lubin |                                                                          |
| 18:00            | Parzyszek 15'           | (1:0) |                | Stadion Miejski, Gliwice Widzów: 4 541 Sędzia: Łukasz Szczech (Warszawa) |
| 18:00            | Félix 19' · Dziczek 39' | (1:0) | 87' Dąbrowski  | Stadion Miejski, Gliwice Widzów: 4 541 Sędzia: Łukasz Szczech (Warszawa) |

| 23 kwietnia 2019 | Cracovia     | 0:1   | Jagiellonia Białystok | |
| 20:30            |              | (0:1) | 21' (k) Imaz          | Stadion Cracovii im. Józefa Piłsudskiego, Kraków Widzów: 8 427 Sędzia: Tomasz Kwiatkowski (Warszawa) |
| 20:30            | Datković 21' | (0:1) | 56' Böðvarsson        | Stadion Cracovii im. Józefa Piłsudskiego, Kraków Widzów: 8 427 Sędzia: Tomasz Kwiatkowski (Warszawa) |

| 24 kwietnia 2019 | Pogoń Szczecin                           | 3:4   | Lechia Gdańsk                               |                                                                                                |
| 18:00            | Walukiewicz 52' · Kožulj 80' 83'         | (0:0) | 71' 89' Sobiech · 73' Michalak · 84' Lipski | Stadion Miejski im. Floriana Krygiera, Szczecin Widzów: 4 155 Sędzia: Zbigniew Dobrynin (Łódź) |
| 18:00            | Stec 24' · Podstawski 36' · Drygas 90+5' | (0:0) | 67' Mladenović · 79' Sobiech                | Stadion Miejski im. Floriana Krygiera, Szczecin Widzów: 4 155 Sędzia: Zbigniew Dobrynin (Łódź) |

| 24 kwietnia 2019 | Lech Poznań              | 1:0   | Legia Warszawa                        |                                                                             |
| 20:30            | Marchwiński 81'          | (0:0) |                                       | Stadion Miejski, Poznań Widzów: 11 935 Sędzia: Jarosław Przybył (Kluczbork) |
| 20:30            | Tiba 71' · Jóźwiak 90+9' | (0:0) | 82' Malarz · 89' Cafú · 90+1' Vešović | Stadion Miejski, Poznań Widzów: 11 935 Sędzia: Jarosław Przybył (Kluczbork) |

#### Grupa B
| 25 kwietnia 2019 | Wisła Płock                             | 2:1   | Korona Kielce                                                             |                                                                                     |
| 18:00            | Furman 32' · Borysiuk 45'               | (2:1) | 41' (k) Soriano                                                           | Stadion im. Kazimierza Górskiego, Płock Widzów: 4 214 Sędzia: Wojciech Myć (Lublin) |
| 18:00            | Uryga 40' · Ricardinho 79' · Furman 86' | (2:1) | 30' Marquez · 37' Ognjen Gnjatić · 44' Jukić · 48' Kallaste · 76' Soriano | Stadion im. Kazimierza Górskiego, Płock Widzów: 4 214 Sędzia: Wojciech Myć (Lublin) |

| 25 kwietnia 2019 | Arka Gdynia                            | 2:0   | Miedź Legnica |                                                                   |
| 18:00            | Vinícius 33' (k) · Vejinović 90+2'     | (1:0) |               | Stadion Miejski, Gdynia Widzów: 5 112 Sędzia: Piotr Lasyk (Bytom) |
| 18:00            | Deja 31' · Zbozień 36' · Marciniak 67' | (1:0) | 37' Ojamaa    | Stadion Miejski, Gdynia Widzów: 5 112 Sędzia: Piotr Lasyk (Bytom) |

| 25 kwietnia 2019 | Zagłębie Sosnowiec      | 2:1   | Wisła Kraków            |                                                                             |
| 20:30            | Możdżeń 50' · Nowak 58' | (0:1) | 5' Drzazga              | Stadion Ludowy, Sosnowiec Widzów: 3 048 Sędzia: Krzysztof Jakubik (Siedlce) |
| 20:30            | Mráz 35'                | (0:1) | 45' Kolar · 53' Drzazga | Stadion Ludowy, Sosnowiec Widzów: 3 048 Sędzia: Krzysztof Jakubik (Siedlce) |

| 25 kwietnia 2019 | Śląsk Wrocław                                          | 1:2   | Górnik Zabrze                                                 |                                                                         |
| 20:30            | Robak 4' (k)                                           | (1:0) | 53' (k) 79' Angulo                                            | Stadion Wrocław, Wrocław Widzów: 5 046 Sędzia: Szymon Marciniak (Płock) |
| 20:30            | Pawelec 8' · Mączyński 58' · Słowik 71' · Tarasovs 83' | (1:0) | 31' Arnarson · 36' Gryszkiewicz · 47' Wiśniewski · 71' Angulo | Stadion Wrocław, Wrocław Widzów: 5 046 Sędzia: Szymon Marciniak (Płock) |

### 33. kolejka (26 kwietnia – 29 kwietnia)

#### Grupa A
| 26 kwietnia 2019 | Zagłębie Lubin           | 2:0   | Jagiellonia Białystok |                                                                                   |
| 18:00            | Bohar 6' · Tuszyński 28' | (2:0) |                       | Stadion Zagłębia Lubin, Lubin Widzów: 3 022 Sędzia: Mariusz Złotek (Stalowa Wola) |
| 18:00            | 54' Arsenić              | (2:0) |                       | Stadion Zagłębia Lubin, Lubin Widzów: 3 022 Sędzia: Mariusz Złotek (Stalowa Wola) |

| 26 kwietnia 2019 | Piast Gliwice                    | 3:1   | Cracovia                                                                   |                                                                            |
| 20:30            | Sedlar 11' (k) 66' · Tomczyk 88' | (1:1) | 32' (k) Cabrera                                                            | Stadion Miejski, Gliwice Widzów: 6 104 Sędzia: Paweł Raczkowski (Warszawa) |
| 20:30            | Mokwa 31' · Badía 37'            | (1:1) | 40' Cabrera · 45+3' Dimun · 51' Čečarić · 68' Javi Hernández · 86' Wdowiak | Stadion Miejski, Gliwice Widzów: 6 104 Sędzia: Paweł Raczkowski (Warszawa) |

| 27 kwietnia 2019 | Pogoń Szczecin                              | 1:1   | Lech Poznań       |                                                                                          |
| 18:00            | Majewski 45+1'                              | (1:0) | 88' (sam.) Drygas | Stadion Miejski im. Floriana Krygiera, Szczecin Widzów: 4 376 Sędzia: Paweł Gil (Lublin) |
| 18:00            | 21' Gumny · 34' Janicki · 90+1' Makuszewski | (1:0) |                   | Stadion Miejski im. Floriana Krygiera, Szczecin Widzów: 4 376 Sędzia: Paweł Gil (Lublin) |

| 27 kwietnia 2019 | Lechia Gdańsk                                  | 1:3   | Legia Warszawa                                  |                                                                                   |
| 20:30            | Haraslín 17'                                   | (1:0) | 61' Stolarski · 80' Hämäläinen · 90+3' Medeiros | Stadion Energa Gdańsk, Gdańsk Widzów: 25 000 Sędzia: Daniel Stefański (Bydgoszcz) |
| 20:30            | Sobiech 56' · Augustyn 76', 90' · Kuciak 90+5' | (1:0) | 69' Jędrzejczyk · 90' Carlitos                  | Stadion Energa Gdańsk, Gdańsk Widzów: 25 000 Sędzia: Daniel Stefański (Bydgoszcz) |

#### Grupa B
| 28 kwietnia 2019 | Miedź Legnica                                                                     | 3:2   | Wisła Płock                                                  |                                                                            |
| 13:00            | Román 5' 10' · Forsell 36'                                                        | (3:1) | 28' Kuświk · 86' (k) Zawada                                  | Stadion Miejski, Legnica Widzów: 4 021 Sędzia: Krzysztof Jakubik (Siedlce) |
| 13:00            | Santana 31' · Román 55' · Augustyniak 70' · Musa 74' · Osyra 85' · Dżanajew 90+4' | (3:1) | 57' García · 57', 90+6' Borysiuk · 59' Łasicki · 71' Marazas | Stadion Miejski, Legnica Widzów: 4 021 Sędzia: Krzysztof Jakubik (Siedlce) |

| 28 kwietnia 2019 | Korona Kielce                                                           | 0:2   | Arka Gdynia                   |                                                                            |
| 15:30            |                                                                         | (0:1) | 39' Vejinović · 80' Marciniak | Kolporter Arena, Kielce Widzów: 4 479 Sędzia: Jarosław Przybył (Kluczbork) |
| 15:30            | 12' Maghoma · 15' Jankowski · 48' Vejinović · 61' Marciniak · 78' Socha | (0:1) |                               | Kolporter Arena, Kielce Widzów: 4 479 Sędzia: Jarosław Przybył (Kluczbork) |

| 28 kwietnia 2019 | Wisła Kraków                                            | 1:1   | Śląsk Wrocław |                                                                                                 |
| 18:00            | Kolar 27'                                               | (1:1) | 8' Robak      | Stadion Miejski im. Henryka Reymana, Kraków Widzów: 9 711 Sędzia: Tomasz Kwiatkowski (Warszawa) |
| 18:00            | 46' Łabojko · 74' Chrapek · 85' Pawelec · 90+1' Celeban | (1:1) |               | Stadion Miejski im. Henryka Reymana, Kraków Widzów: 9 711 Sędzia: Tomasz Kwiatkowski (Warszawa) |

| 29 kwietnia 2019 | Górnik Zabrze                              | 4:0   | Zagłębie Sosnowiec                            |                                                                              |
| 18:00            | Sekulić 28' · Jiménez 38' · Angulo 43' 78' | (3:0) |                                               | Stadion im. Ernesta Pohla, Zabrze Widzów: 11 549 Sędzia: Piotr Lasyk (Bytom) |
| 18:00            | Gvilia 26'                                 | (3:0) | 34', 50' Mráz · 45+1' Pawłowski · 87' Możdżeń | Stadion im. Ernesta Pohla, Zabrze Widzów: 11 549 Sędzia: Piotr Lasyk (Bytom) |

### 34. kolejka (3 maja – 6 maja)

#### Grupa A
| 4 maja 2019 | Lech Poznań       | 1:1   | Zagłębie Lubin        |                                                                   |
| 18:00       | Jóźwiak 47'       | (0:0) | 85' (k) Starzyński    | Stadion Miejski, Poznań Widzów: 7 855 Sędzia: Piotr Lasyk (Bytom) |
| 18:00       | Vujadinović 90+5' | (0:0) | 24' Slisz · 65' Balić | Stadion Miejski, Poznań Widzów: 7 855 Sędzia: Piotr Lasyk (Bytom) |

| 4 maja 2019 | Legia Warszawa                        | 0:1   | Piast Gliwice |                                                                                    |
| 20:30       |                                       | (0:1) | 13' Badía     | Stadion Wojska Polskiego, Warszawa Widzów: 26 490 Sędzia: Szymon Marciniak (Płock) |
| 20:30       | Rocha 12' · Vešović 21' · Martins 33' | (0:1) | 86' Hateley   | Stadion Wojska Polskiego, Warszawa Widzów: 26 490 Sędzia: Szymon Marciniak (Płock) |

| 5 maja 2019 | Cracovia                  | 2:0   | Lechia Gdańsk |                                                                             |
| 18:00       | Hanca 74' (k) · Dimun 82' | (0:0) |               | Stadion Cracovii, Kraków Widzów: 8 224 Sędzia: Jarosław Przybył (Kluczbork) |
| 18:00       | Râpă 42' · Datković 66'   | (0:0) | 8' Vitória    | Stadion Cracovii, Kraków Widzów: 8 224 Sędzia: Jarosław Przybył (Kluczbork) |

| 6 maja 2019 | Jagiellonia Białystok                 | 4:2   | Pogoń Szczecin             |                                                                            |
| 18:00       | Imaz 3' 66' · Runje 7' · Pospíšil 88' | (2:1) | 21' Kowalczyk · 79' Kožulj | Stadion Miejski, Białystok Widzów: 6 348 Sędzia: Łukasz Szczech (Warszawa) |
| 18:00       | 80' Kožulj                            | (2:1) |                            | Stadion Miejski, Białystok Widzów: 6 348 Sędzia: Łukasz Szczech (Warszawa) |

#### Grupa B
| 3 maja 2019 | Wisła Płock            | 1:1   | Arka Gdynia                |                                                                                             |
| 18:00       | Zawada 47'             | (0:0) | 90+4' Helstrup             | Stadion im. Kazimierza Górskiego, Płock Widzów: 5 011 Sędzia: Mariusz Złotek (Stalowa Wola) |
| 18:00       | García 58' · Uryga 77' | (0:0) | 43' Vinícius · 80' Zbozień | Stadion im. Kazimierza Górskiego, Płock Widzów: 5 011 Sędzia: Mariusz Złotek (Stalowa Wola) |

| 3 maja 2019 | Górnik Zabrze | 1:2   | Wisła Kraków                            |                                                                             |
| 20:30       | Jiménez 37'   | (1:1) | 34' (k) 51' Kolar                       | Stadion im. Ernesta Pohla, Zabrze Widzów: 17 210 Sędzia: Paweł Gil (Lublin) |
| 20:30       | Sekulić 30'   | (1:1) | 25' Boguski · 49' Kolar · 83' Grabowski | Stadion im. Ernesta Pohla, Zabrze Widzów: 17 210 Sędzia: Paweł Gil (Lublin) |

| 4 maja 2019 | Korona Kielce          | 0:0   | Miedź Legnica |                                                                          |
| 15:30       |                        | (0:0) |               | Suzuki Arena, Kielce Widzów: 4 451 Sędzia: Tomasz Kwiatkowski (Warszawa) |
| 15:30       | Petrak 51' · Pučko 85' | (0:0) |               | Suzuki Arena, Kielce Widzów: 4 451 Sędzia: Tomasz Kwiatkowski (Warszawa) |

| 5 maja 2019 | Zagłębie Sosnowiec                          | 2:4   | Śląsk Wrocław                               |                                                                             |
| 15:30       | Nowak 50' · Migas 90'                       | (0:1) | 26' 59' Cholewiak · 57' Golla · 84' Radecki | Stadion Ludowy, Sosnowiec Widzów: 2 064 Sędzia: Paweł Raczkowski (Warszawa) |
| 15:30       | Milewski 45+1' · Heinloth 61' · Greššák 83' | (0:1) | 54' Mączyński                               | Stadion Ludowy, Sosnowiec Widzów: 2 064 Sędzia: Paweł Raczkowski (Warszawa) |

### 35. kolejka (10 maja – 12 maja)

#### Grupa A
| 11 maja 2019 | Cracovia                   | 1:0   | Lech Poznań |                                                                          |
| 20:30        | Sipľak 6'                  | (1:0) |             | Stadion Cracovii, Kraków Widzów: 10 631 Sędzia: Szymon Marciniak (Płock) |
| 20:30        | Piszczek 39' · Hanca 90+1' | (1:0) |             | Stadion Cracovii, Kraków Widzów: 10 631 Sędzia: Szymon Marciniak (Płock) |

| 12 maja 2019 | Piast Gliwice                    | 2:1   | Jagiellonia Białystok |                                                                             |
| 13:00        | Valencia 45+3' · Jodłowiec 90+1' | (1:0) | 89' (k) Imaz          | Stadion Miejski, Gliwice Widzów: 9 028 Sędzia: Jarosław Przybył (Kluczbork) |
| 13:00        | Sedlar 32' · Dziczek 90+6'       | (1:0) | 90+6' Imaz            | Stadion Miejski, Gliwice Widzów: 9 028 Sędzia: Jarosław Przybył (Kluczbork) |

| 12 maja 2019 | Legia Warszawa                                     | 1:1   | Pogoń Szczecin |                                                                              |
| 15:30        | Nagy 56'                                           | (0:1) | 4' Kożulj      | Stadion Wojska Polskiego, Warszawa Widzów: 26 233 Sędzia: Paweł Gil (Lublin) |
| 15:30        | 17' Kowalczyk · 44' Podstawski · 90+5' Walukiewicz | (0:1) |                | Stadion Wojska Polskiego, Warszawa Widzów: 26 233 Sędzia: Paweł Gil (Lublin) |

| 12 maja 2019 | Lechia Gdańsk  | 1:1   | Zagłębie Lubin                                                   |                                                                                    |
| 18:00        | Mladenović 77' | (0:1) | 44' Guldan                                                       | Stadion Energa Gdańsk, Gdańsk Widzów: 12 511 Sędzia: Mariusz Złotek (Stalowa Wola) |
| 18:00        | Mak 78'        | (0:1) | 60' Guldan · 75' Slisz · 75' Jagiełło · 79' Czerwiński · 84' Oko | Stadion Energa Gdańsk, Gdańsk Widzów: 12 511 Sędzia: Mariusz Złotek (Stalowa Wola) |

#### Grupa B
| 10 maja 2019 | Arka Gdynia                    | 2:0   | Zagłębie Sosnowiec      |                                                                          |
| 18:00        | Jankowski 85' · Zarandia 90+7' | (0:0) |                         | Stadion Miejski, Gdynia Widzów: 7 012 Sędzia: Bartosz Frankowski (Toruń) |
| 18:00        | Helstrup 40'                   | (0:0) | 42' Migas · 46' Polczak | Stadion Miejski, Gdynia Widzów: 7 012 Sędzia: Bartosz Frankowski (Toruń) |

| 10 maja 2019 | Wisła Kraków                 | 1:0   | Korona Kielce                                                           |                                                                             |
| 20:30        | Kolar 59' (k)                | (0:0) |                                                                         | Stadion Miejski, Kraków Widzów: 11 144 Sędzia: Daniel Stefański (Bydgoszcz) |
| 20:30        | Pietrzak 27' · Savićević 37' | (0:0) | 6' Sewerzyński · 38' Márquez · 58' Sokół · 58' Rymaniak · 83' Żubrowski | Stadion Miejski, Kraków Widzów: 11 144 Sędzia: Daniel Stefański (Bydgoszcz) |

| 11 maja 2019 | Śląsk Wrocław                 | 2:1   | Wisła Płock    |                                                                              |
| 15:30        | Cholewiak 9' · Robak 83'      | (1:1) | 27' Stevanović | Stadion Wrocław, Wrocław Widzów: 8 715 Sędzia: Tomasz Kwiatkowski (Warszawa) |
| 15:30        | 48' Stevanović · 73' Borysiuk | (1:1) |                | Stadion Wrocław, Wrocław Widzów: 8 715 Sędzia: Tomasz Kwiatkowski (Warszawa) |

| 11 maja 2019 | Miedź Legnica           | 0:1   | Górnik Zabrze                                     |                                                                            |
| 18:00        |                         | (0:0) | 69' Bochniewicz                                   | Stadion Miejski, Legnica Widzów: 5 482 Sędzia: Paweł Raczkowski (Warszawa) |
| 18:00        | Santana 55' · Osyra 89' | (0:0) | 56' Zapolnik · 63', 90' Jiménez · 66' Bochniewicz | Stadion Miejski, Legnica Widzów: 5 482 Sędzia: Paweł Raczkowski (Warszawa) |

### 36. kolejka (13 maja – 15 maja)

#### Grupa A
| 15 maja 2019 | Lech Poznań                              | 2:1   | Lechia Gdańsk                          |                                                                          |
| 20:30        | Augustyn 60' (sam.) · Darko Jevtić 90+3' | (0:0) | 71' Mak                                | Stadion Miejski, Poznań Widzów: 7 516 Sędzia: Bartosz Frankowski (Toruń) |
| 20:30        | Burić 73' · Skrzypczak 74'               | (0:0) | 68' Sopoćko · 81' Mak · 90+5' Haraslín | Stadion Miejski, Poznań Widzów: 7 516 Sędzia: Bartosz Frankowski (Toruń) |

| 15 maja 2019 | Zagłębie Lubin           | 1:2   | Cracovia                            |                                                                     |
| 20:30        | Starzyński 88' (k)       | (0:0) | 74' 90+3' Hernandez                 | Stadion Zagłębia, Lubin Widzów: 2 911 Sędzia: Wojciech Myć (Lublin) |
| 20:30        | Oko 90+2' · Guldan 90+6' | (0:0) | 31' Gol · 44' Sipľak · 87' Piszczek | Stadion Zagłębia, Lubin Widzów: 2 911 Sędzia: Wojciech Myć (Lublin) |

| 15 maja 2019 | Jagiellonia Białystok       | 1:0   | Legia Warszawa                                   |                                                                            |
| 20:30        | Wieteska 1' (sam.)          | (1:0) |                                                  | Stadion Miejski, Białystok Widzów: 13 573 Sędzia: Szymon Marciniak (Płock) |
| 20:30        | Guilherme 58' · Arsenić 79' | (1:0) | 27' Stolarski · 32' Jędrzejczyk · 90+5' Wieteska | Stadion Miejski, Białystok Widzów: 13 573 Sędzia: Szymon Marciniak (Płock) |

| 15 maja 2019 | Pogoń Szczecin | 0:0   | Piast Gliwice |                                                                              |
| 20:30        |                | (0:0) |               | Stadion Miejski, Szczecin Widzów: 3 689 Sędzia: Jarosław Przybył (Kluczbork) |

#### Grupa B
| 13 maja 2019 | Arka Gdynia                     | 3:1   | Wisła Kraków                                       |                                                                           |
| 18:00        | Deja 1' · Vejinović 58' 70' (k) | (1:1) | 40' Śliwa                                          | Stadion Miejski, Gdynia Widzów: 7 602 Sędzia: Paweł Raczkowski (Warszawa) |
| 18:00        | Zbozień 42'                     | (1:1) | 69' Grabowski · 90+2' Savićević · 90+2' Wojtkowski | Stadion Miejski, Gdynia Widzów: 7 602 Sędzia: Paweł Raczkowski (Warszawa) |

| 14 maja 2019 | Miedź Legnica                | 0:2   | Śląsk Wrocław               |                                                                    |
| 20:30        |                              | (0:1) | 51' Augusto · 90+4' Radecki | Stadion Miejski, Legnica Widzów: 5 529 Sędzia: Piotr Lasyk (Bytom) |
| 20:30        | Bartczak 36' · Garguła 90+1' | (0:1) | 38' Augusto · 90+3' Golla   | Stadion Miejski, Legnica Widzów: 5 529 Sędzia: Piotr Lasyk (Bytom) |

| 14 maja 2019 | Zagłębie Sosnowiec          | 2:4   | Korona Kielce                      |                                                                          |
| 20:30        | Udovičić 45' · Gabedawa 56' | (1:2) | 10' 90+2' Cebula · 40' 77' Soriano | Stadion Ludowy, Sosnowiec Widzów: 1 189 Sędzia: Artur Aluszyk (Szczecin) |
| 20:30        | Mráz 14' · Migas 85'        | (1:2) | 28' Cebula · 58' Petrak            | Stadion Ludowy, Sosnowiec Widzów: 1 189 Sędzia: Artur Aluszyk (Szczecin) |

| 14 maja 2019 | Górnik Zabrze                 | 0:1   | Wisła Płock            |                                                                                    |
| 20:30        |                               | (0:1) | 7' Merebaszwili        | Stadion im. Ernesta Pohla, Zabrze Widzów: 11 895 Sędzia: Łukasz Szczech (Warszawa) |
| 20:30        | Gryszkiewicz 4' · Sekulić 60' | (0:1) | 70' García · 86' Uryga | Stadion im. Ernesta Pohla, Zabrze Widzów: 11 895 Sędzia: Łukasz Szczech (Warszawa) |

### 37. kolejka (18 maja – 19 maja)

#### Grupa A
| 19 maja 2019 | Lechia Gdańsk            | 2:0   | Jagiellonia Białystok                      |                                                                         |
| 18:00        | Fila 44' · Kubicki 73'   | (1:0) |                                            | Stadion Energa Gdańsk, Gdańsk Widzów: 15 008 Sędzia: Paweł Gil (Lublin) |
| 18:00        | Nalepa 6' · Augustyn 58' | (1:0) | 16' Ozga · 35' Böðvarsson · 90+7' Pospíšil | Stadion Energa Gdańsk, Gdańsk Widzów: 15 008 Sędzia: Paweł Gil (Lublin) |

| 19 maja 2019 | Legia Warszawa             | 2:2   | Zagłębie Lubin        |                                                                                      |
| 18:00        | Carlitos 16' · Hloušek 90' | (1:1) | 32' Bohar · 58' Szysz | Stadion Wojska Polskiego, Warszawa Widzów: 24 437 Sędzia: Bartosz Frankowski (Toruń) |
| 18:00        | Szymański 21' · Rémy 66'   | (1:1) | 52' Oko               | Stadion Wojska Polskiego, Warszawa Widzów: 24 437 Sędzia: Bartosz Frankowski (Toruń) |

| 19 maja 2019 | Piast Gliwice | 1:0   | Lech Poznań |                                                                         |
| 18:00        | Parzyszek 27' | (1:0) |             | Stadion Miejski, Gliwice Widzów: 9 913 Sędzia: Szymon Marciniak (Płock) |

| 19 maja 2019 | Cracovia                   | 0:3   | Pogoń Szczecin                               |                                                                     |
| 18:00        |                            | (0:1) | 31' Benyamina · 65' Kožulj · 74' Majewski    | Stadion Cracovii, Kraków Widzów: 12 768 Sędzia: Piotr Lasyk (Bytom) |
| 18:00        | Hernandez 71' · Sipľak 89' | (0:1) | 38' Podstawski · 52' Fojut · 59' Walukiewicz | Stadion Cracovii, Kraków Widzów: 12 768 Sędzia: Piotr Lasyk (Bytom) |

#### Grupa B
| 18 maja 2019 | Wisła Kraków                                                    | 4:5   | Miedź Legnica                                     |                         |
| 15:30        | Kolar 32' 90+7' · Savićević 55' · Brożek 78'                    | (1:1) | 36' 66' Román · 62' 68' Cámara · 90+10' Zieliński | Stadion Miejski, Kraków |
| 15:30        | Wasilewski 20' · Klemenz 25' · Wojtkowski 90+3' · Burliga 90+8' | (1:1) | 90+3' Dżanajew · 90+6' Pikk                       | Stadion Miejski, Kraków |

| 18 maja 2019 | Śląsk Wrocław                | 4:0   | Arka Gdynia                                 |                                                                             |
| 15:30        | Pich 12' 22' · Robak 65' 71' | (2:0) |                                             | Stadion Wrocław, Wrocław Widzów: 9 094 Sędzia: Daniel Stefański (Bydgoszcz) |
| 15:30        | Augusto 1'                   | (2:0) | 4', 39' Deja · 44' Zarandia · 70' Vejinović | Stadion Wrocław, Wrocław Widzów: 9 094 Sędzia: Daniel Stefański (Bydgoszcz) |

| 18 maja 2019 | Korona Kielce | 0:3   | Górnik Zabrze                    |                                                                      |
| 15:30        |               | (0:0) | 69' 90' Angulo · 87' Wolsztyński | Suzuki Arena, Kielce Widzów: 6 258 Sędzia: Łukasz Szczech (Warszawa) |
| 15:30        | Skrzecz 50'   | (0:0) | 62' Wiśniewski                   | Suzuki Arena, Kielce Widzów: 6 258 Sędzia: Łukasz Szczech (Warszawa) |

| 18 maja 2019 | Wisła Płock               | 0:0   | Zagłębie Sosnowiec                                                       |                                                                                            |
| 15:30        |                           | (0:0) |                                                                          | Stadion im. Kazimierza Górskiego, Płock Widzów: 6 519 Sędzia: Jarosław Przybył (Kluczbork) |
| 15:30        | Uryga 86' · Stępiński 87' | (0:0) | 26' Greššák · 70' Nawotka · 77' Iwaniszwili · 81' Ryndak · 83' Pawłowski | Stadion im. Kazimierza Górskiego, Płock Widzów: 6 519 Sędzia: Jarosław Przybył (Kluczbork) |